# Lançamento de garrafa

Lançando uma garrafa de água

O lançamento de garrafas foi uma tendência na qual se deveria jogar uma garrafa de plástico, normalmente com uma quantidade razoável de líquido, no ar para que ela gire, tentando fazer com que ela pouse na vertical em sua base ou tampa. Tornou-se uma tendência internacional no verão de 2016, quando vários vídeos de pessoas tentando cumprir o desafio foram postados. Devido à sua popularidade, os baques repetitivos de várias tentativas foram criticados por serem considerados uma distração e um incômodo público. Pais e professores se mostraram frustrados com a prática, causando a proibição de virar garrafas de água em várias escolas mundialmente, bem como muitas pessoas pedindo que a prática seja realizada apenas particularmente, se for o caso.

## História
Em 2016, um vídeo viral de um adolescente, chamado Mike Senatore, lançando uma garrafa de água em um show de talentos na Ardrey Kell High School, tornou a atividade popular.

## Descrição
Para virar a garrafa de água, é necessário pegar uma garrafa de água de plástico parcialmente vazia e segurá-la pelo gargalo. A força é aplicada com um movimento, no qual o fundo da garrafa gira para longe da pessoa. Se houver sucesso, a garrafa cairá na posição vertical. Além disso, a garrafa pode cair de cabeça para baixo ou em sua tampa. É mais complicado fazer isso do que virar uma garrafa para cair na vertical. A quantidade de fluido na garrafa influencia muito para que a façanha seja bem feita, e foi comprovado que encher a garrafa a aproximadamente um terço do caminho melhora a taxa de sucesso. O tipo de garrafa de água também desempenha um papel; por exemplo, a marca Deer Park Spring Water tornou-se conhecida por facilitar a tarefa por sua sua forma única de ampulheta com um terceiro torrão.
Muitas vezes, a tarefa é feita com garrafas plásticas descartáveis de água devido à sua disponibilidade, mas outros recipientes também podem ser usados. Existe uma combinação da virada da garrafa com o Dab após ser bem-sucedida. Na física complexa por trás da atividade são aplicados conceitos de dinâmica de fluidos, movimento de projéteis, momento angular, força centrípeta e gravidade. Em 2018, um grupo de estudantes e professores da Holanda desenvolveu um pequeno modelo do flip de garrafa de água que envolve a conservação do momento angular e, mais importante, a redistribuição de massa ao longo da garrafa. O modelo estima que as melhores frações de enchimento para inversão de água estão na faixa entre 20% e 40%.
Vários aplicativos móveis foram criados para a execução da atividade; o aplicativo "Bottle Flip 2k16" teve 3 milhões de downloads no primeiro mês de seu lançamento.